# Bezaubernde Jeannie
Bezaubernde Jeannie (im Original: I Dream of Jeannie) ist eine US-amerikanische Fernsehserie, die auf NBC vom 8. September 1965 bis zum 26. Mai 1970 mit neuen Folgen erstausgestrahlt wurde, bis zum 1. September 1970 mit diversen Wiederholungen. Vom ZDF wurde die Serie mit 13 Folgen vom 19. September bis 19. Dezember 1967 erstmals in Deutschland ausgestrahlt. Sie erreichte eine überdurchschnittliche Quote von 48 %. Die TV-Serie wurde von Screen Gems und Sidney Sheldon Productions produziert.

## Handlung
Der Astronaut Tony Nelson (Larry Hagman) wird nach einer missglückten Landung auf eine verlassene Insel im Pazifik verschlagen, auf der er eine seltsame Flasche findet. In dieser Flasche haust seit 2000 Jahren ein orientalischer, persisch sprechender Geist (Dschinn) namens Jeannie, der magische Kräfte besitzt. Jeannie hat die Gestalt einer schönen blonden Frau (Barbara Eden) und muss demjenigen gehorchen, der die Flasche öffnet.
Jeannie weigerte sich, den gefährlichen Zaubergeist Blue Djinn zum Ehemann zu nehmen, woraufhin dieser sie in einen Flaschengeist verwandelte. In einer verschlossenen Flasche sollte sie auf einer einsamen Insel auf ihre Befreiung warten. Zwei Jahrtausende vergehen, bis ihre Rettung am 18. September 1964 in Gestalt des US-Astronauten Tony Nelson naht.
Jeannie verliebt sich in ihren Befreier und versucht, ihn durch Zaubertricks (meist bewirkt durch das Blinzeln ihrer Augen und gleichzeitiges Verschränken der Arme) für sich zu gewinnen. Sie folgt ihm heimlich bis zu seinem Haus in Cocoa Beach an der Küste Floridas. Da Nelson jedoch mit Melissa verlobt ist, ist Ärger vorgezeichnet. Roger Healey, Tonys bester Freund und Arbeitskollege, erfährt in Episode 17 der ersten Staffel das Geheimnis von Jeannie und ist ab diesem Zeitpunkt neben Tony der einzige, der von Jeannies Existenz weiß und genauso wie Tony laufend in die spektakulärsten Zaubereien verwickelt wird. Er ist ein liebenswerter, naiver Schürzenjäger mit komödiantischer Ader und geht bei Tony ein und aus. Da er sich öfter mal ungeschickt verplappert, spitzt sich so manche Situation zu. Roger wird gelegentlich der Meister von Jeannie.
Als Tony die Flasche geöffnet hatte, wurde er eigentlich Jeannies Meister, allerdings erklärte er sie sofort in der ersten Folge für frei. Dies wurde im englischsprachigen Vorspann der ersten Folgen auch stets betont. Aus Liebe und weil es ihrem Rollenverständnis als Dschinn entspricht, versucht Jeannie allerdings meist, alle Wünsche ihres Meisters zu erfüllen. In einigen Folgen allerdings widersetzt sie sich (z. B. 1. Staffel, 27. Folge, als sie ein Paar Slippers zurückhaben möchte). Die Art, wie Jeannie mit einer gewissen herzlichen Naivität Tonys heimliche Wünsche Wirklichkeit werden lässt, befördert ihren Meister allerdings von einer Schwierigkeit in die nächste. Außerdem stellt sich schnell heraus, dass Jeannie in vielen Dingen ihren eigenen Kopf hat und Tony allzu gern bevormundet.
Tonys und Rogers unmittelbarer Vorgesetzter, Colonel Alfred Bellows, ein NASA-Psychiater, interpretiert die ungewöhnlichen Situationen, die durch die Zauberkunststücke Jeannies in jeder Episode neu entstehen, stets als abnormales Verhalten von Tony Nelson. Wann immer Dr. Bellows Opfer von Jeannies magischen Kostproben wird, wendet er sich an den General, um ihn davon zu überzeugen, dass mit Tony irgendetwas nicht stimmt. Weil er mit diesem Ansinnen jedoch regelmäßig scheitert und für verwirrt gehalten wird, verordnet ihm der General laufend neue Psychoanalysen.
Besonders Tony hat unter den Umtrieben seines Hausgeistes zu leiden; mal geht er auf unfreiwillige Abenteuerreise in die Vergangenheit, mal muss er sich mit absonderlichen Talenten oder herbeigezauberten Dingen herumschlagen, die ihm nur Ungemach und peinliche Momente bescheren. Zudem ist Jeannie ungemein eifersüchtig. Wann immer Tony einer anderen Frau schöne Augen macht, tritt sie mit ihren raffinierten Tricks dazwischen.
Dabei kennt ihre Magie beinahe keine Grenzen: Um ihrem Meister Erholung zu verschaffen, macht sie jeden Tag zu einem Sonntag; unvermittelt findet sich Tony auf einer Party mit Shakespeare und Sigmund Freud wieder oder muss den Zorn Napoleons ertragen. Gegenstände und Personen verschwinden oder tauchen aus dem Nichts auf, und niemand hat eine vernünftige Erklärung.
Insbesondere ärgert es Jeannie, dass Tony ihre herbeigehexten Reichtümer und Wundertaten verschmäht. Der will stattdessen selbst für seinen Lebensunterhalt aufkommen, liebt „Fairplay“, möchte keine Tricks im Berufsleben anwenden und versucht vergeblich, Jeannie beizubringen, wie man mit den eigenen Händen putzt und kocht. Manchmal wird Tony zum Spielball von Jeannies böser Schwester, die ihr gern den „Meister“ ausspannen möchte, um Tony zu ihrem Geschöpf zu machen; dabei schreckt sie nicht einmal davor zurück, Jeannie gefangen zu nehmen oder anderweitig auszuschalten.
Jeannie hat auch einen Vorgesetzten, den alten Haji, seines Zeichens Herr über alle Dschinns. Wenn Jeannie wieder einmal gegen die Regeln ihrer Zunft verstößt oder Rat benötigt, entsteigt er mit großem Getöse einer Rauchsäule.
Dr. Alfred Bellows und seine umtriebige Frau Amanda sind auch privat mit Tony befreundet – da bleibt es nicht aus, dass auch Mrs. Bellows so manchen Spuk über sich ergehen lassen muss. Anders als ihr Mann verliert sie in solchen Situationen jedoch leicht die Nerven. Trotz aller Verwicklungen meint es Jeannie niemals böse. Sie liebt ihren Meister von ganzem Herzen und tut alles Mögliche, um endlich seine Frau zu werden. Dabei unterlaufen ihr jedoch regelmäßig unvorhersehbare Pannen.
In der fünften und letzten Staffel heiratet Jeannie ihren Meister offiziell und muss sich nun nicht mehr vor der Öffentlichkeit verstecken. Ihre Zauberkraft behielt Jeannie trotz der Hochzeit mit einem „normal sterblichen“ Mann, obwohl in einer früheren Episode mit dem Titel Wie soll das weitergehen? behauptet wurde, sie würde diese dabei verlieren, allerdings könnten Kinder des Paars die Zauberkraft erben. Gezeigt wird dies in dem Film Die Rückkehr der bezaubernden Jeannie von 1985, in welchem Jeannie von ihrem Sohn TJ mit einem Blinzeln aus ihrer magisch verschlossenen Flasche befreit wird.

## Besetzung und Synchronisation
Die deutsche Synchronisation entstand für das ZDF im Auftrag der ELAN Film Gierke in München. Das Dialogbuch schrieb Joachim Brinkmann, der auch die Dialogregie führte. Das ZDF synchronisierte nur 78 Folgen, welche nicht in Reihenfolge ausgestrahlt wurden. Die übrigen Folgen wurden erst Jahre später durch Sat.1 ausgestrahlt, dabei mussten die Rollen des Tony Nelson und Roger Healey umbesetzt werden.
Emmaline Henry spielte ab Episode 2.14 die Ehefrau von Dr. Bellows, trat aber bereits in 1.18 in einer anderen Rolle auf. Barbara Edens damaliger Ehemann Michael Ansara wirkte in drei verschiedenen Rollen mit, darunter in 2.1 als Blauer Dschinn, weiters in 3.15 und 5.12.

## Anmerkungen

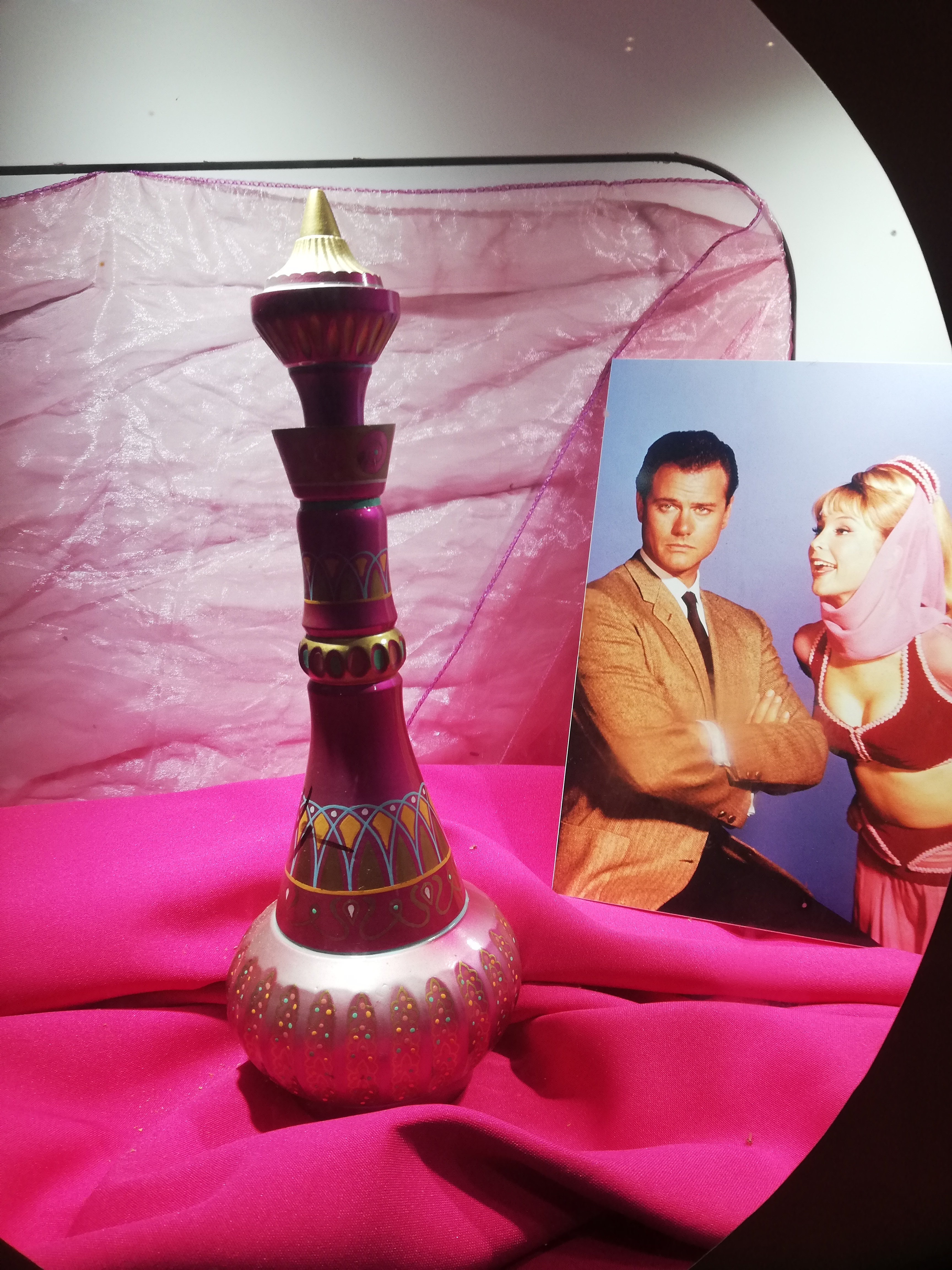
Flasche von Jeannie, wie sie in der Serie verwendet wurde.

### Haupt- und Nebendarsteller
| Rollen                              | Schauspieler/in | Hauptrolle | Nebenrolle | Synchronsprecher                                                   |
| ----------------------------------- | --------------- | ---------- | ---------- | ------------------------------------------------------------------ |
| Jeannie                             | Barbara Eden    | 1.01–5.26  |            | Heidi Treutler                                                     |
| Captain/Major Anthony „Tony“ Nelson | Larry Hagman    | 1.01–5.26  |            | Gig Malzacher (ZDF-Synchro) Berno von Cramm (Sat.1-Synchro)        |
| Colonel Dr. Alfred E. Bellows       | Hayden Rorke    | 1.01–5.26  |            | Thomas Reiner                                                      |
| Captain/Major Roger Healey          | Bill Daily      | 1.01–5.26  |            | Horst Sachtleben (ZDF-Synchro) Tonio von der Meden (Sat.1-Synchro) |
| Melissa Stone                       | Karen Sharpe    |            | 1.01, 1.04 | Rosemarie Fendel                                                   |
| General Wingard Stone               | Philip Ober     |            | 1.01, 1.04 | Norbert Gastell                                                    |
| General Martin Peterson             | Barton MacLane  |            | 1.15–4.20  | Harry Kalenberg                                                    |
| Amanda Bellows                      | Emmaline Henry  |            | 2.14–5.26  | Monika John                                                        |
| Der Blaue Dschinn (The Blue Djinn)  | Michael Ansara  |            | 2.01       |                                                                    |
| General Winfield Schaeffer          | Vinton Hayworth |            | 4.09–5.26  | Harry Kalenberg                                                    |

### Gastdarsteller
In der Serie traten viele namhafte Gastdarsteller auf, wie die US-Komiker Groucho Marx, Don Rickles und Milton Berle. Paul Lynde war in mehreren Gastauftritten zu sehen, z. B. als hartnäckiger Finanzbeamter oder als dünnhäutiger Regisseur. Sammy Davis Jr. musste sich in einer Episode mit seinem anstrengenden Doppelgänger herumschlagen. Das US-Songwriter-Duo Boyce and Hart spielte in der Folge „Beat gefällig?“ als eine von Jeannie wahllos zusammengewürfelte Band einen ihrer Songs (Out and About) beim US-Musikproduzenten Phil Spector in seinem Büro vor, der sie umgehend engagierte. Spector wurde in der deutschen Fassung mit seinem Realnamen erwähnt. In der Episode „Tony ist der Stärkste“ trat der US-Schwergewichtsboxer Jerry Quarry als er selbst auf und trainierte Tony Nelson für einen ungleichen Boxkampf, der im letzten Moment nur durch Jeannies Hilfe unentschieden ausging. Zwei Episoden des Jahres 1969 gehören zu den frühesten Fernsehrollen von Farrah Fawcett, die als Party-Girl Cindy bzw. Tina in Erscheinung tritt. In der Episode „Das Geheimnis der Kristallkugel“ hat Chuck Yeager einen kurzen Gastauftritt und in der Folge „Sonntags immer“ ist Pancho Segura als Tennisspieler zu sehen. Andere Stars wie Mary Martin sagten zwar Gastauftritte für die Serie zu, wurden jedoch niemals tatsächlich engagiert.

## Jeannie sucht ihren Meister
1991 gab es einen neuen Jeannie-Film namens „Jeannie sucht ihren Meister“ (I Still Dream of Jeannie). Barbara Eden und Bill Daily spielten wieder die alten Rollen. Larry Hagman weigerte sich aber, wieder in die Rolle des Major Nelson zu schlüpfen. Dafür wurde die Rolle von Tonys und Jeannies Sohn Tony junior kreiert, die Christopher Bolton übernahm.

## Ausstrahlung
Die Serie wurde nach der Erstausstrahlung auf NBC, wo sie mit eher durchschnittlichem Erfolg lief, im Zuge der Syndikation zum wahren Quotenrenner, wodurch sie erst während der 1970er Jahre bleibenden Kultstatus erlangte. Mit der Wiederholung von I Dream of Jeannie überholten Sender wie WPIX und WTTG in der Zuschauergunst sogar die landesweit sendenden TV-Networks.
In Deutschland erreichte „Bezaubernde Jeannie“ beim ZDF einen Marktanteil von bis zu 48 %. In den Wiederholungen bei Sat. 1 im Jahr 1989 erreichte die Serie im Abendprogramm Einschaltquoten von über einer Million Zuschauern. Mit dem großen Erfolg hatte Sat. 1 damals nicht gerechnet. Ende der 1990er Jahre rangierte die Serie auch bei Kabel Eins in den Top 10 der beliebtesten Serien des Senders. Bei einer Wiederholung der Serie 2005 erzielte „Bezaubernde Jeannie“ auf Kabel Eins teilweise Tageshöchstwerte, obwohl die Serie bereits morgens um 7 Uhr ausgestrahlt wurde.
Das ZDF zeigte zunächst nur 78 Folgen. Erst Sat.1 und Comedy & Co, ein Teilsender des ehemaligen DF1-Bouquets, strahlten in den 1980er und 1990er Jahren die übrigen Folgen in neuer deutscher Synchronfassung aus.
Vom 8. September 2008 bis 26. Februar 2010 wurde die Serie in ORF 1 im Nachmittagsprogramm ausgestrahlt. ORF 1 war von dem einschlagenden Erfolg und den guten Quoten so sehr überrascht, dass nach der Ausstrahlung der letzten Folge direkt eine weitere und komplette Fortsetzung ab Folge 1 gesendet wurde.
Am 15. November 2008 strahlte 3sat die zwei Folgen „Die falsche Flasche“ (1966) und „Ein ganz besonderer Jahrgang“ (1970) im Rahmen des 3sat-Thementages „HexenZauber“ aus.

## Regisseure
- Jon Anderson
- Michael Ansara
- Jerry Bernstein
- Hal Cooper
- Theodore J. Flicker
- Leo Garen
- Richard Goode
- Joseph Goodson
- Claudio Guzmán
- Larry Hagman
- Bruce Kessler
- Richard Kinon
- Russ Mayberry
- Gene Nelson
- Alan Rafkin
- Oscar Rudolph
- E. W. Swackhamer
- Herb Wallerstein

## Neuverfilmungen
- 1973 erschien unter dem Namen Jeannie eine Zeichentrickserie mit 16 Episoden, die in Deutschland jedoch nicht gesendet wurde.
- 1985 folgte mit Die Rückkehr der Bezaubernden Jeannie (Originaltitel: I Dream Of Jeannie – 15 Years Later) ein Fernsehfilm.
- 1991 entstand ein zweiter TV-Film I Still Dream of Jeannie, zu deutsch „Jeannie sucht ihren Meister“. Dieser Film wurde 1993 von ProSieben ausgestrahlt.
- Ihre letzten Auftritte als „Jeannie“ hatte Barbara Eden 1996 in der Schlussszene des Kinofilms Die Brady Family 2 (A Very Brady Sequel) und 1998 für einen Werbespot der Automarke Lexus.

## DVD
Alle fünf Staffeln sind bei Sony Deutschland erschienen.
Die erste Staffel, eigentlich schwarz-weiß, erschien in der Regionalcode-2-Version ausschließlich koloriert, während man in der Region 1 beide Versionen kaufen kann.